# Réalisme héroïque

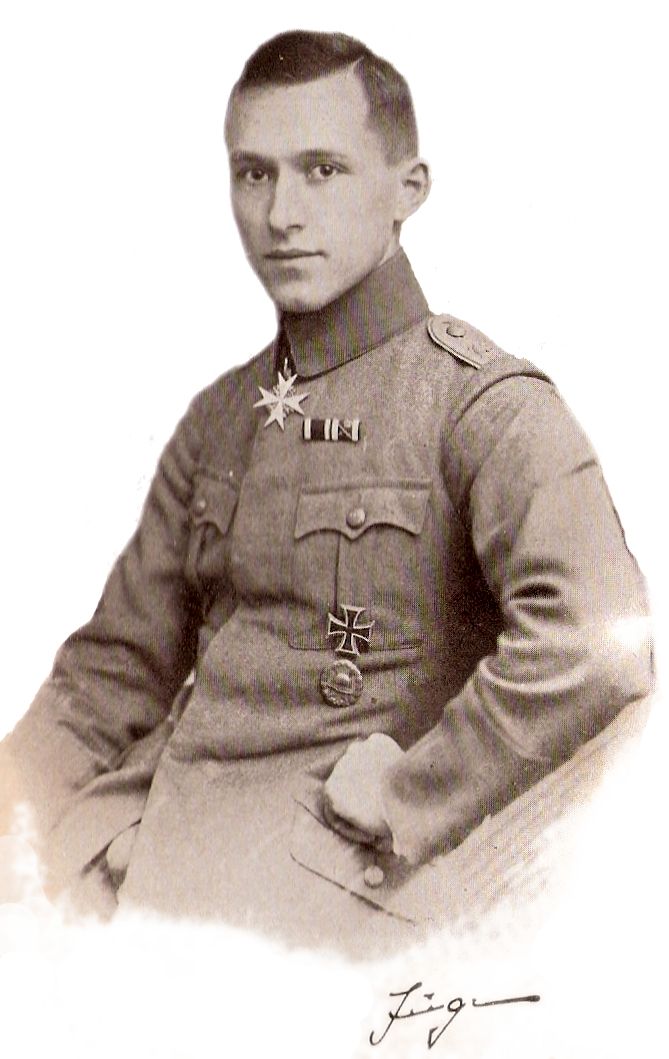
Ernst Jünger en uniforme de la 1ère guerre mondiale

Le réalisme héroïque est un terme quelquefois utilisé pour désigner une forme d’art de propagande, tel que le réalisme socialiste soviétique associé aux régimes communistes et une forme très similaire associée aux régimes fascistes.
Le réalisme héroïque fut d'abord un vecteur de la révolution soviétique au temps de Lénine. D'abord, Lénine douta que les populations illettrées comprendraient le message d’images abstraites. Il craignait aussi que les artistes, tels que les constructivistes et les productivistes, puissent se retourner contre le gouvernement. Les artistes le nièrent, soutenant qu’un art avancé ne pouvait que promouvoir des idées politiques avancées.
Staline finit par se convaincre que des messages forts pouvaient être transmis par les images aux populations illettrées. Dès qu’il arriva au pouvoir, les affiches devinrent vite le médium de prédilection pour éduquer la paysannerie sur la vie quotidienne. Et cela depuis l'hygiène jusqu’à la façon de pratiquer l’agriculture.
1934 vit la naissance d'une nouvelle doctrine appelée réalisme socialiste. Ce mouvement nouveau rejetait « l’influence bourgeoise sur l’art » et la remplaçait par un penchant pour une forme de peinture, de photographie et de typographie plus figuratives.
Lorsque Adolf Hitler arriva au pouvoir en Allemagne en 1933, l'art moderne fut taxé de dégénérescence et largement interdit. Le nazisme voulait promouvoir un art basé sur le modèle classique et qui encouragerait le nationalisme. Les standards de création dans le domaine de la publicité et de l’édition, elles-mêmes un monopole d’Etat, furent contrôlés de près. Les caractères « Fraktur » (ou « gothiques »), communs en Allemagne jusqu'en 1941, furent dénoncés par Martin Bormann comme « Judenlettern » (écriture juive) et remplacés par les lettres romaines. Les lettres « sans Sérif » modernes furent aussi interdites en tant que « bolchevisme culturel », mais par contre les lettres « Futura » continuèrent d’être utilisées à cause de leur commodité.
Le réalisme héroïque fut aussi utilisé pendant la guerre d’Espagne et presque toutes les démocraties occidentales l’ont utilisé depuis afin de promouvoir leurs politiques en temps de guerre.[réf. nécessaire]
Le réalisme héroïque est également prôné par Ernst Jünger, que Dominique Venner considère comme un manifeste « préfasciste », et qu'il définit comme « affronter la dureté et la cruauté du monde d'un cœur ferme plutôt que de fuir ou de se réfugier dans le rêve d'une espérance illusoire ».